# Bassgitarre
Als Bassgitarre wurde ursprünglich die in der Mitte des 19. Jahrhunderts entstandene Kontragitarre bezeichnet, eine Form der Gitarre (sowohl akustische als auch ab Mitte des 20. Jahrhunderts elektrische), die zusätzlich zu den sechs Griffsaiten noch fünf bis zwölf Basssaiten auf einem zweiten, bundfreien Griffbrett hat. Eine französische Bassgitarre wurde Guitare theorbée genannt und hatte drei oder vier diatonisch gestimmte Basssaiten, die sich an die ältere Gitarrestimmung (A-d-g-h-e1) oder die moderne Stimmung (E-A-d-g-h-e1) anreihten. Zudem existierte eine sogenannte Basslyra mit zwei Freisaiten.
Akustische Bassgitarren werden vorwiegend in der Volksmusik zur Gesangsbegleitung und zur Begleitung anderer Melodieinstrumente benutzt.
Die Bassgitarre gehört zu den transponierenden Instrumenten, da ihr Klang eine Oktave tiefer ist, als sie in der Notenschrift notiert wird.

## Typen von Bassgitarren

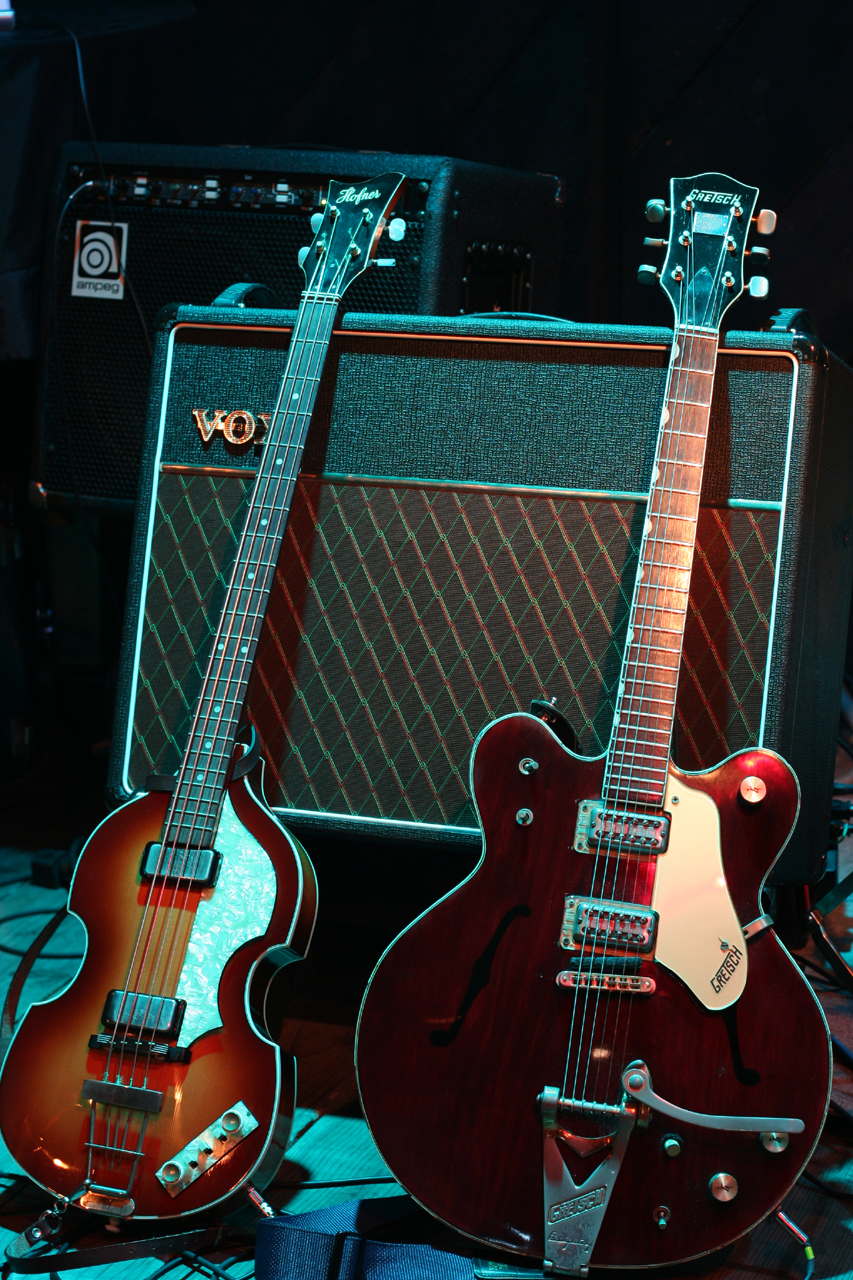
Elektrische (Prim-)Gitarre (rechts) und Bassgitarre (links)

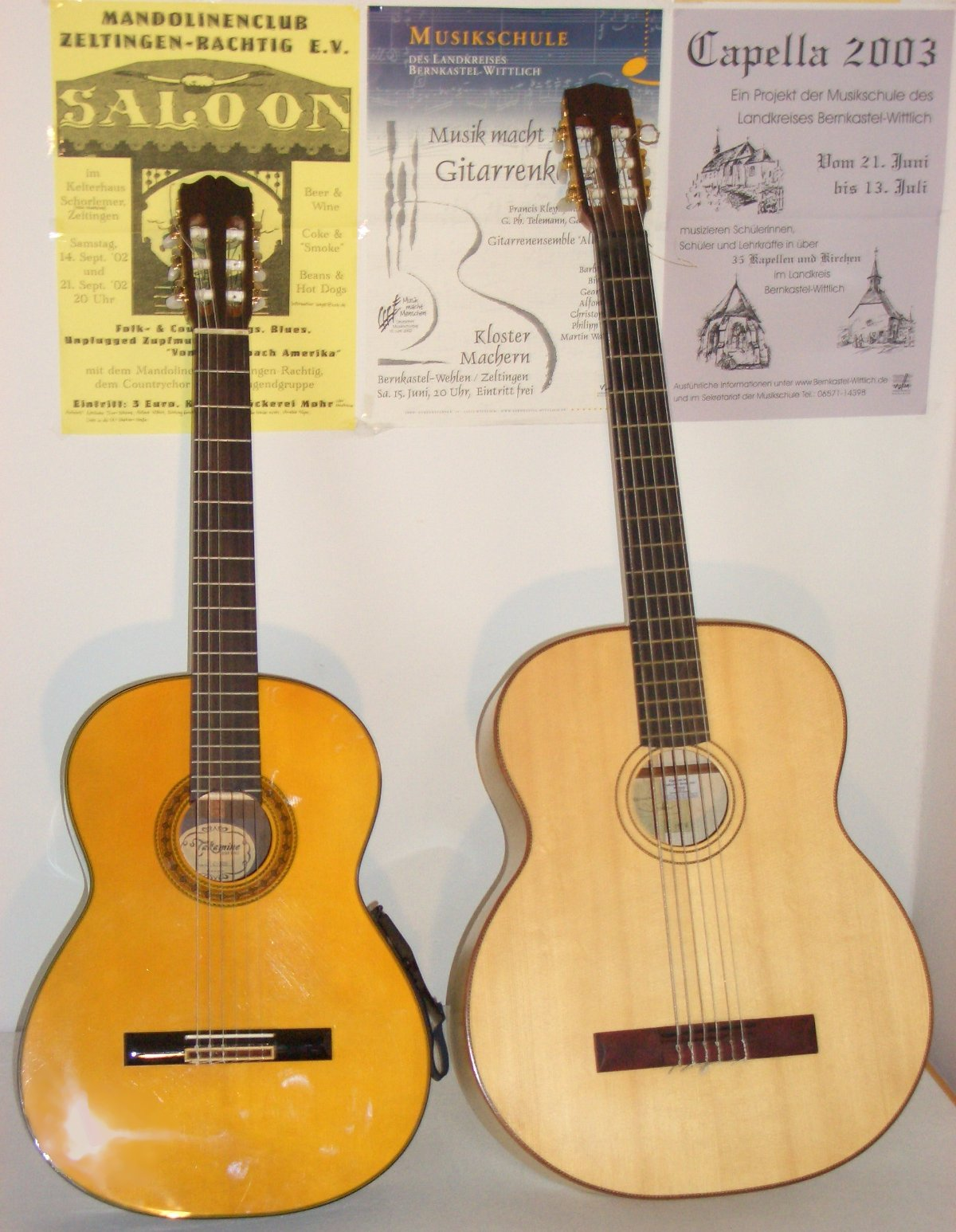
Vergleich zwischen akustischer Primgitarre (links) und Bassgitarre (rechts)

### Elektrische Bassgitarre
Die Mitte des 20. Jahrhunderts entwickelte elektrische Bassgitarre (geläufigere Bezeichnung: E-Bass) hat in ihrer ursprünglichen Form einen massiven Korpus aus Holz und vier Stahlsaiten, die standardmäßig genau wie ein Kontrabass gestimmt sind – beziehungsweise genau eine Oktave tiefer als die Saiten einer (Prim-)Gitarre. Es gibt jedoch auch eine Vielzahl von E-Bass-Modellen, die von diesem Muster abweichen (höhere Anzahl an Saiten, teilweise oder vollständig hohler Korpus, andere Stimmungen).

### Akustische Bassgitarre
Eine rein akustische Bassgitarre (siehe zweites Bild) hat die Form einer Primgitarre bei größerem Korpus und sechs Saiten, die genau eine Oktave tiefer gestimmt sind als die der Primgitarre.

#### Viola baixo
Die viola baixo (portugiesisch) ist die Bassgitarre speziell im portugiesischen Fado. Sie verfügt über einen vierchörigen Metallsaiten-Bezug und spielt den Rhythmus des vorgetragenen Liedes auf den Basstönen mit. Die viola baixo ist im Fado zwar nicht obligat (also nicht vorgeschrieben), wird hier aber zunehmend
eingesetzt.
Auch in den Tunas, den traditionellen portugiesischen Instrumental-Ensembles, wird die viola baixo verwendet.